# So Dark the Con of Man
So Dark the Con of Man è il secondo album del duo hip hop Madcon, pubblicato nell'aprile 2008. Contiene il singolo Beggin, che ha fatto conoscere il gruppo in tutta Europa.

## Tracce
1. Beggin - 3:36
2. Back On The Road - 3:35
3. Liar - 3:08
4. Hard Too Read - Madcon feat. Noora - 3:02
5. Life's Too Short - 3:19
6. The Way We Do Thangs - Madcon feat. Timbuktu - 3:58
7. Blessed - 2:57
8. Süda Süda - Madcon feat. El Axel - 3:29
9. Let It Be Known - 3:36
10. Let's Dance Instead - 2:45
11. Dandelion - 3:57
12. Pride & Prejudice - Madcon feat. Sofian - 3:03
13. Me & My Brother - 5:20
14. Loose - 3:30